# Rio Corgo
O rio Corgo é um dos afluentes do rio Douro. Nasce no concelho de Vila Pouca de Aguiar e desagua junto à cidade do Peso da Régua, na margem direita do rio Douro, passando antes por Vila Real e no concelho de Santa Marta de Penaguião.
A meio do seu trajecto passa pela cidade de Vila Real, onde recebe como afluente o rio Cabril (que tem nascente na Serra do Alvão), além de outros pequenos rios e ribeiros.
Logo abaixo de Vila Real e ao entrar no concelho de Santa Marta de Penaguião, o Corgo tem nas suas margens as vinhas da Região Demarcada do Douro, integrando a área classificada como Património da Humanidade pela UNESCO.
Ainda em Vila Real, o Rio tem três açudes: o primeiro para lazer, no complexo do Codessais, com piscinas e praia fluvial, bares e animação nas noites de Verão; o segundo, criando um espelho de água em frente ao Parque Florestal, inicialmente destinado à alimentação da levada (vulgo, "rio das lavadeiras") de um moinho entretanto desactivado; e o terceiro a jusante da cidade (no lugar da Ínsua, onde aflui o Rio Cabril), com o nome de Terragido, para aproveitamento hidroeléctrico (produção de energia eléctrica) e tratamento de águas e resíduos urbanos.
O rio Corgo teve durante o seu trajecto entre Vila Real e a Régua a companhia da Linha do Corgo, um caminho-de-ferro de via estreita com automotoras LRV 2000 que não ultrapassam os 30 km hora, e um comboio histórico nos meses de Verão para viagens turísticas, numa viagem de cerca de 50 minutos entre as duas cidades (Régua - Vila Real). Ao longo do trajecto pode admirar-se a magnífica vista do vale do rio, a beleza das vinhas da região demarcada do Douro, além de antigas casas senhoriais das quintas do Douro, tendo ao longe no horizonte a Serra do Marão.

## Afluentes
- Ribeirito (dir.)
- Ribeira de Souto (dir.)
- Ribeiro do Suídro (dir.)
- Ribeira Chã de Vales (esq.)
- Ribeira da Mãe de Água (dir.)
- Ribeira do Mezio (dir.)
- Regato do Reboredo (esq.)
- Ribeira da Borralheira (dir.)
- Rio de Soutelo (dir.)
- Rio Felgueiras (esq.)
- Ribeira das Pardas (esq.)
- Rio Pequeno (esq.)
- Ribeiro do Boque (esq.)
- Ribeira de Codessais (esq.)
- Ribeira de Tourinhas (esq.)
- Rio Cabril (dir.)
- Rio Sordo (dir.)
- Ribeiro do Paul (esq.)
- Rio Aguilhão (dir.)
- Rio Tanha (esq.)

## Barragens no Rio Corgo
- Barragem do Terragido